# Remco van Wijk
Remco van Wijk, född den 7 oktober 1972 i Breda i Nederländerna, är en nederländsk landhockeyspelare.
Han tog OS-guld i herrarnas landhockeyturnering i samband med de olympiska landhockeytävlingarna 1996 i Atlanta.
Därefter tog han OS-guld igen i samma gren i samband med de olympiska landhockeytävlingarna 2000 i Sydney.